# آناستازیا کلسیدو
آناستازیا کلسیدو (یونانی: Αναστασία Κελεσίδου؛ زادهٔ ۲۸ نوامبر ۱۹۷۲) ورزشکار دو و میدانی اهل یونان است.